# 兰登 (北达科他州)
兰登（英語：Langdon），是美国北达科他州下属的一座城市。根据2010年美国人口普查，该市有人口1,878人。2011年估计该市有人口1,852人，相对于2010年，增长率为?1.38%。